# Praxis filozofija
Šola Praxis je bila marksistično humanistično filozofsko gibanje v Jugoslaviji, na člane katerega je vplival zahodni marksizem. Gajo Petrović in Milan Kangrga iz Zagreba, ter Mihailo Marković iz Beograda so leta 1964 soustanovili revijo Praxis, ki je postala središče zbiranja in močnega profila skupine filozofov.
Izdajali so jo vse do leta 1974,  kot eno izmed vodilnih mednarodnih revij marksistične teorije. Objavljena je bila v dveh izdajah: jugoslovanski (v srbo-hrvaščini) in tuji (v več tujih jezikih). Skupina je organizirala tudi zelo priljubljeno poletno šolo na otoku Korčula. Šola je bila zbirališče filozofov iz vzhoda in zahoda.

### Značilnosti šole
Ključne značilnosti šole so bile:
- 1) poudarek na spisih mladega Marxa (njegovo odklanjanje Kantove teorije, marksistični nauk o pomenu in obsegu človeškega spoznanja, priznavanje empirizma)

- 2) poziv k svobodi govora na vzhodu in zahodu, ki temelji na Marxovem vztrajanju pri brezobzirni kritiki vsega, kar obstaja.

Milan Kangrga je poudarjal  tudi ustvarjalnost in razumevanje ljudi kot proizvajalcev, ki humanizirajo naravo.

### Kritika hrvaškega nacionalizma
Praxis je bil proti reševanju hrvaškega nacionalnega vprašanja, prav tako je hrvaški narod smatral za fašiste. Znotraj praxistov je bila večinoma protihrvaška formacija in protržišče, zato so zanikali narode, ker so veljali za relikt preteklosti. Praxis je želel preprečiti hrvaško nacionalno gibanje. Nekateri glavni nosilci so bili celo unitaristični. V velikosrbski prevladi in strankarski državi so postali orodje proti politični pomladi na Hrvaškem.
Nedeljko Kujundžić jih je obtožil, da si prizadevajo idejo o "veliki Srbiji" in rekel, da so bile vodilne zamisli prakse: ukiniti republike, ustvariti enoten srbski prostor, uvesti diktaturo pod podjetjem „integrirane samouprave“, vse pod okriljem približevanja zahodu, da bi se Slovenci in Hrvati lahko zlahka prijeli na ta trnek. Odprejo korčulansko šolo, da bi osvojili model tudi za zahod.